# Bom samaritano

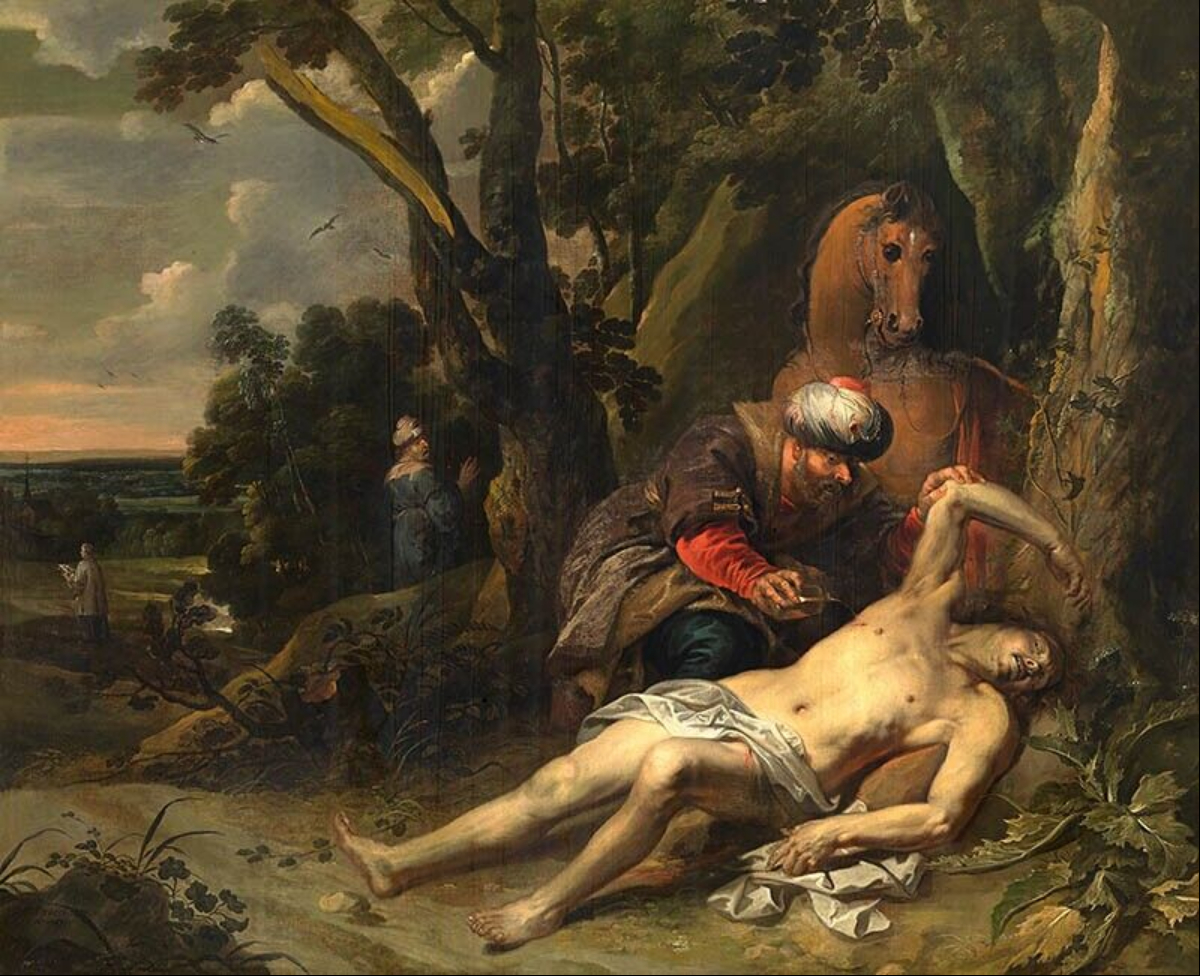
O bom samaritano, por Balthasar van Cortbemde.

A Parábola do Bom Samaritano é uma famosa parábola do Novo Testamento que aparece unicamente em Lucas 10:25–37. O ponto de vista majoritário indica que esta parábola foi contada por Jesus a fim de ilustrar que a compaixão deveria ser aplicada a todas as pessoas, e que o cumprimento do espírito da lei judaica é tão importante quanto o cumprimento da letra da Lei. Jesus coloca a definição de próximo num contexto mais amplo, além daquilo que as pessoas geralmente consideravam como tal.

## Narrativa

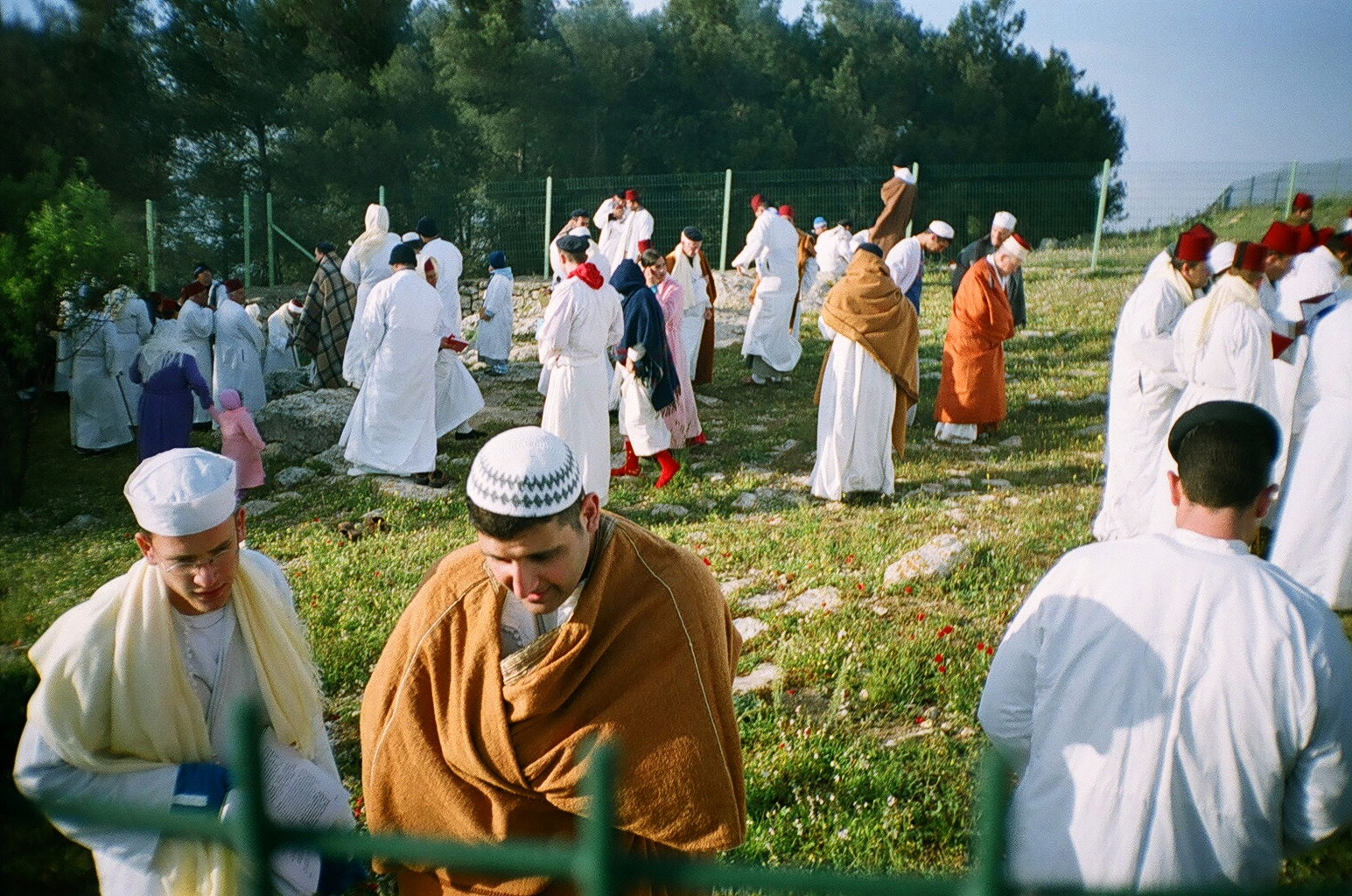
Samaritanos no monte Gerizim

A distância entre Jerusalém e Jericó é aproximadamente 24 quilômetros. A estrada entre as duas cidades estava situada num vale rochoso[carece de fontes?] e perigoso, que era frequentado por criminosos; portanto, era um percurso temido por viajantes daquela época.
Sacerdotes e levitas, graças ao seu status religioso, nunca eram molestados pelos ladrões[carece de fontes?] que, tamanha era a violência com que assaltavam, fizeram com que aquele vale ganhasse a alcunha infame de Adumim (Josué 15:7, Josué 18:7), que quer dizer Vale do Sangue ou Passagem do Sangue[carece de fontes?].
Os levitas eram membros da Tribo de Levi, que havia sido designada para auxiliar os trabalhos religiosos no Templo de Jerusalém.
Os samaritanos praticam uma religião que é um desdobramento do judaísmo, e próximo a ele; na época da parábola, judeus e samaritanos geralmente se desprezavam. Portanto, a parábola é uma lição de união.